# Schmutz und Schund-literatuur

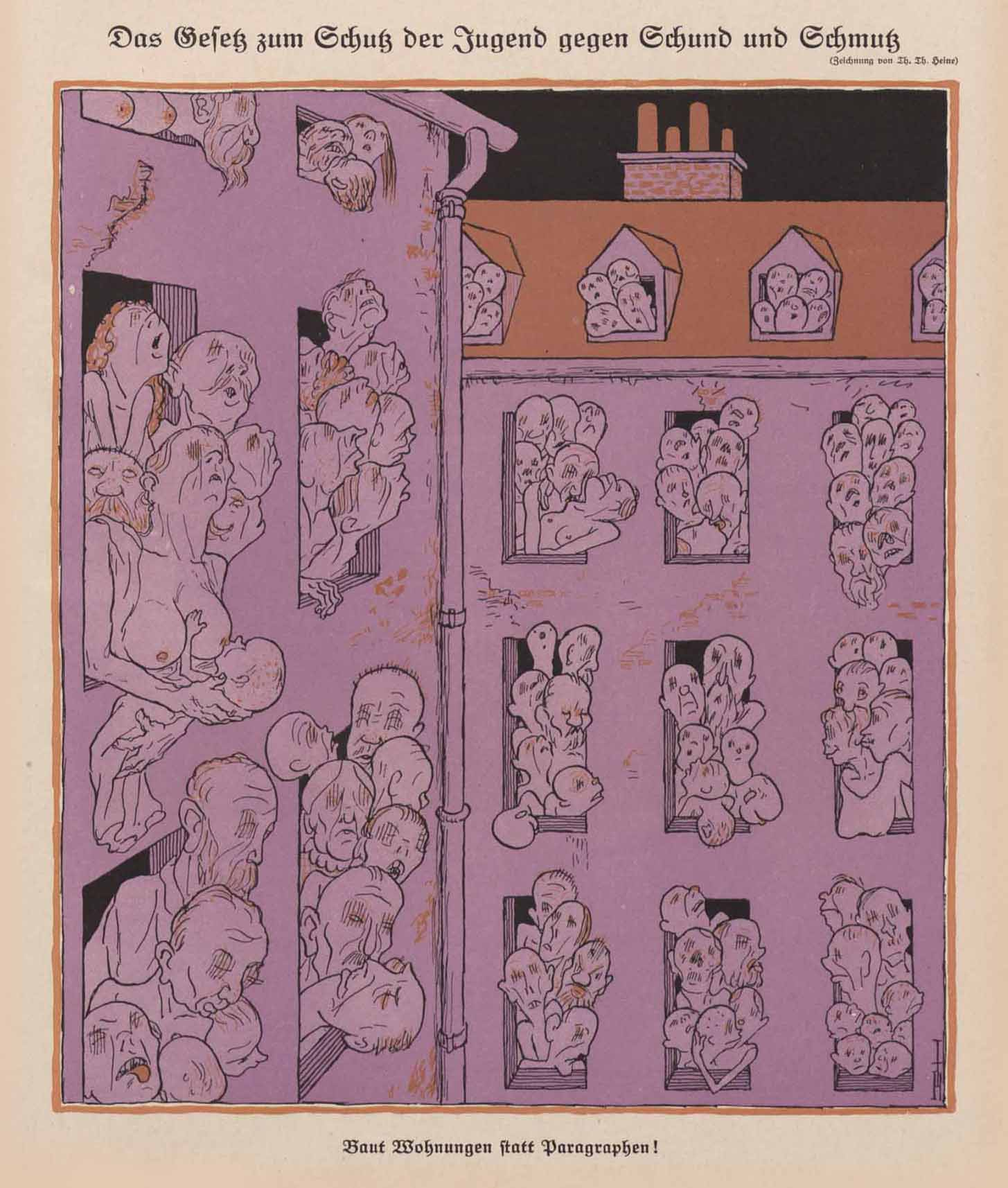
Kritiek van Thomas Theodor Heine op de invoering van de Gesetz zum Schutz der Jugend gegen Schund und Schmutz. Zijn karikatuur uit 1926 stelt dat de overheid zich beter kan bezighouden met het bestrijden van het huizentekort dan met censuur.

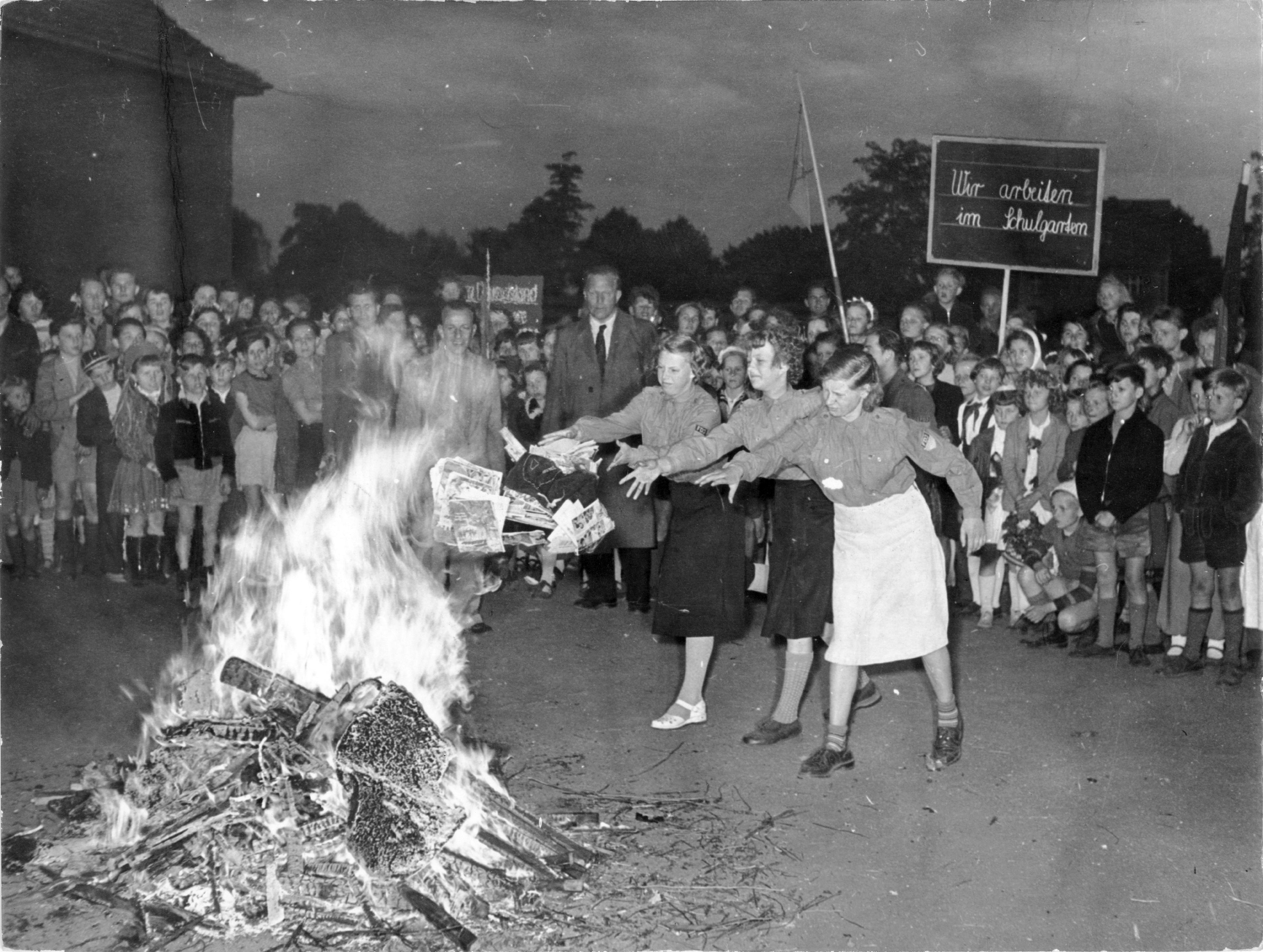
Verbranding van Schmutz und Schund-literatuur in Oost-Berlijn in 1955

Schmutz und Schund-literatuur (letterlijk vunzigheid en rommel) was literatuur die in Weimar-Duitsland als ongeschikt voor jonge lezers werd beschouwd. In 1926 volgde er een wet die jongeren moest beschermen tegen de Schmutz und Schund-literatuur, de Gesetz zur Bewahrung der Jugend vor Schund- und Schmutzschriften, en vanaf dat moment werd er een lijst bijgehouden met boeken die voor jongeren verboden boeken waren. De Duitsers zouden de wetgeving gebruiken tijdens hun boekverbranding in nazi-Duitsland maar vervingen deze in 1935 door nog strengere censuur. Na de oorlog zou de aandacht voor het bestrijden van Schmutz und Schund weer terugkeren.

## Geschiedenis
In de periode waarop het verbod op Schmutz und Schund tot stand kwam, was het Duitse Bildungs-ideaal nog altijd sterk van kracht. Er werd geloofd dat mensen negatief of positief beïnvloed konden worden door het vermaak waaraan ze deelnamen en de literatuur die zij lazen. Door wat als minderwaardige rommel en porno werd beschouwd te verbieden, zou een goede Bildung versterkt worden. De reden dat ook lhbti-literatuur in deze periode verboden werd, had sterk te maken met de toen nog bestaande ideeën over homoseksualiteit. Men geloofde namelijk dat homoseksualiteit niet aangeboren was, maar aangeleerd gedrag en lhbti-tijdschriften zoals Die Freundin waren daarmee een gevaarlijk vehikel dat vrouwen lesbisch zou kunnen maken, aldus de algemeen geaccepteerde wijsheid.
Toen in 1926 wetgeving volgde, zorgde dat ervoor dat jongeren de literatuur op de lijst niet meer mochten kopen en volwassenen, die de boeken en tijdschriften nog wel mochten kopen, er specifiek naar moesten vragen; ze mochten niet meer in het openbaar uitgestald worden. De wet zou in 1933 ook gebruikt worden om de boekverbranding in nazi-Duitsland mogelijk te maken, hoewel de nazi's Schmutz und Schund anders definieerden dan in de Weimarrepubliek het geval was geweest. Zij zouden dit in drie groepen onderbrengen. Werk van Joodse schrijvers kwamen automatisch op de lijst terecht. Werk van schrijvers die over (het verlies van) de Eerste Wereldoorlog schreven volgden al spoedig, net als werk van communisten en socialisten, die de derde groep vormden. De nazi's zouden lhbti-gerelateerde stukken ook verbranden; vrijwel de gehele bibliotheek van het Institut für Sexualwissenschaft werd verbrand in 1933. In 1935 zouden ze de wet echter vervangen door veel strengere wetgeving en censuur.
In 1953 zou de Bondsrepubliek Duitsland een wet invoeren die tegen Schmutzige geschriften (vunzige geschriften, dus bijvoorbeeld porno) optrad. In de DDR zou de bevolking ook optreden tegen de Schmutz und Schund, maar dit zou niet via wetgeving gebeuren.

## Voorbeelden
Er zijn veel vormen van literatuur die gelinkt werden aan Schmutz und Schund. Hieronder volgen enkele voorbeelden.
- Strips, met name na de Tweede Wereldoorlog[6]
- Pulpromans[1]
- Avonturenromans[1]
- Softporno[1]
- Tijdschriften gericht op lhbti'ers, zoals:
  - Die Freundin
  - Frauenliebe, zou worden opgedoekt nadat het een tweede maal op de lijst gekomen was[1]
  - Die BIF
  - Garçonne